# Norwegia na Letnich Igrzyskach Olimpijskich 2008
Norwegię na Letnich Igrzyskach Olimpijskich 2008 reprezentowało 85 zawodników.
Był to 23. start reprezentacji Norwegii na letnich igrzyskach olimpijskich.

## Zdobyte medale
| Medal  | Zawodnik                                      | Dyscyplina    | Konkurencja             |
| ------ | --------------------------------------------- | ------------- | ----------------------- |
| Złoto  | Reprezentacja Norwegii w piłce ręcznej kobiet | Piłka ręczna  | Kobiety                 |
| Złoto  | Olaf Tufte                                    | Wioślarstwo   | M1x (jedynka)           |
| Złoto  | Andreas Thorkildsen                           | Lekkoatletyka | Rzut oszczepem          |
| Srebro | Alexander Dale Oen                            | Pływanie      | 100 m stylem klasycznym |
| Srebro | Tore Brovold                                  | Strzelectwo   | Skeet                   |
| Srebro | Kjersti Plätzer                               | Lekkoatletyka | Chód na 20 km kobiet    |
| Srebro | Eirik Verås Larsen                            | Kajakarstwo   | K-1 1000 m              |
| Srebro | Nina Solheim                                  | Taekwondo     | +67 kg kobiet           |
| Brąz   | Sara Nordenstam                               | Pływanie      | 200 m stylem klasycznym |